# سامرفیلد
سامرفیلد (انگلیسی: Somerfield) شرکت خرده‌فروشی بریتانیایی است، که در سال ۱۸۷۵ تأسیس شد.